# Avialeasing
Công ty Hàng không Avialeasing là một hãng hàng không vận tải đóng ở Tashkent, Uzbekistan. Hãng cung cấp dịch vụ vận tải hàng hóa nối các thành phố châu Á với Đông và Tây Âu. Cơ sở chính của hãng tại Sân bay Yuzhny, Tashkent.

## Các mã
- IATA Code: EC
- ICAO Code: TWN
- Callsign: TWINARROW[2]

## Lịch sử
Hãng được thành lập và bắt đầu hoạt động năm 1992. Đây là hãng hàng không tư nhân đầu tiên ở Uzbekistan và có tỷ lệ sở hữu: SRX Transcontinental (61%) và Igor Smirnov (39%).

## Dịch vụ
Avialeasing hoạt động vận tải hàng hóa đến các điểm sau (tháng giêng năm 2005): Almaty, Bishkek và Kabul. 

## Đội tàu bay
Đến tháng 3 năm 2007, đội tàu bay của Avialeasing bao gồm các tàu bay sau:
- 2 Antonov An-26B

### Các tàu bay đã sử dụng trước đây
Hãng cũng đã sử dụng (tháng 8 năm 2006):
- 1 Antonov An-12